# Lunar Strain
Lunar Strain er det svenske melodiske dødsmetalband In Flames debutalbum der blev udgivet i 1994. På denne udgivelse var Mikael Stanne (fra Dark Tranquillity) vokalist. Han var aldrig et officielt medlem af bandet men sang for at hjælpe  da de ikke havde fundet en vokalist på dette tidspunkt.
I 1999 blev albummet genudgivet i Japan med alle numrene fra Subterranean EPen under navnet Lunar Strain & Subterranean.
Albummet blev kavlitetforbedret og genudgivet i 2005 gennem Regain Records og Candlelight i USA. Albummet indeholdt en del bonusnumre som stammede fra In Flames' Promo Demo '93 som indeholdt alternative mixede versioner af albummets indspilninger. 

## Numre
1. "Behind Space" – 4:54
2. "Lunar Strain" – 4:05
3. "Starforsaken" – 3:09
4. "Dreamscape" – 3:45
5. "Everlost (Part 1)" – 4:16
6. "Everlost (Part 2)" – 2:58
7. "Hårgalåten" – 2:26 (instrumental)
8. "In Flames" – 5:33
9. "Upon An Oaken Throne" – 2:49
10. "Clad In Shadows" – 2:50

Efter genudgivelsen i 1999 var følgende sange føjet til albummet:
11."Stand Ablaze" – 4:35
12. "Ever Dying" – 4:23
13. "Subterranean" – 5:47
14. "Timeless" – 1:46 (instrumental)
15. "Biosphere" – 5:11
16. "Dead Eternity" – 5:02
17. "The Inborn Lifeless" – 3:22
Da Lunar Strain blev genudgivet igen i 2005 var fire bonusnumre føjet til:
1. "Behind Space" – 4:54
2. "Lunar Strain" – 4:05
3. "Starforsaken" – 3:09
4. "Dreamscape" – 3:45
5. "Everlost (Part I)" – 4:16
6. "Everlost (Part II)" – 2:57
7. "Hårgalåten" – 2:26
8. "In Flames" – 5:33
9. "Upon An Oaken Throne" – 2:50
10. "Clad In Shadows" – 2:53
11. "In Flames (1993 reklameversion)" – 5:49
12. "Upon An Oaken Throne (1993 reklameversion)" – 3:05
13. "Acoustic Piece (1993 reklameversion)" – 0:38
14. "Clad In Shadows (1993 reklameversion)" – 2:47

## Musikere
- Mikael Stanne – Vokal
- Jesper Strömblad – Trommer og keyboard
- Carl Näslund – Guitar
- Glenn Ljungström – Guitar
- Johann Larsson – Bas
- Ylva Wåhlstedt – Violin og viola
- Oscar Dronjak – Vokal optræden
- Jennica Johansson – Kvindelig vokal